# 崔崶
崔崶。直隸長垣縣（今河南省長垣縣）人，清初官員。

## 生平
崔崶明崇祯十五年（1642年）中壬午科举人。清順治三年（1646年）成丙戌科三甲進士。官山東蒙陰縣知縣。死於兵亂。

## 家族
祖父崔景荣，明吏部尚书。